# 莱武卡
莱武卡（發音：[leβuka]），斐济东部区首府，位于奥瓦劳岛东岸，人口3745人（1996年），占奥瓦劳岛全部人口的三分之一。
莱武卡建立于1820年左右，是斐济群岛中第一个欧洲人建立的定居点，在1882年前一直为斐济的首都，后为苏瓦取代。自1950年代开始，国际航运航线不再经过莱武卡，导致当地经济萎缩，现其经济主要以渔业为主。